# Brison-Saint-Innocent
Brison-Saint-Innocent es una comuna francesa situada en el departamento de Saboya, de la región de Auvernia-Ródano-Alpes.

## Demografía
| 881 | 1 056 | 1 125 | 1 223 | 1 445 | 1 864 | 2 094 | 2 156 | 2 110 |
| Para los censos de 1962 a 1999 la población legal corresponde a la población sin duplicidades (Fuente: INSEE [Consultar]) |       |       |       |       |       |       |       |       |